# 美国国际贸易法院
美国国际贸易法院（英語：United States Court of International Trade），原名美国海关法院（United States Customs Court）、前身為評估員總會（Board of General Appraisers），是依照美国宪法第三条创立的法庭。1980年海关法院法把原有的美国海关法院替换为了美国国际贸易法院。法院由九名在任法官，以及资深法官。法院位于纽约市，但可以在其他地方，包括外国开庭审理案件。

## 历史
1890年，美国国会通过立法，设立了隶属于美国财政部的准司法行政机构——「評估員總會」（Board of General Appraisers）。该委员会由总统任命的九名委员组成，负责审查美国海关官员关于进口货物应缴关税金额的决定。
1926年，鉴于海关案件数量和复杂程度日益增加，国会决定撤销評估員總會，并设立美国海关法院（United States Customs Court），作为独立的《憲法》第一条法庭（Article I tribunal），保留了原委员会的司法管辖权和权限。1928年，美国海关法院成为美国首个任命女性法官的联邦法庭。时任总统卡尔文·柯立芝提名Genevieve R. Cline出任该法院法官。 尽管许多美国参议院议员因克莱因是女性、并且质疑其是否具备正式法律培训和司法经验而反对提名，但她获得了全国女律师协会主席凯瑟琳·派克（Katherine Pike）及许多女性社团成员的强烈支持。克莱因最终于1928年5月25日获得参议院确认，次日获得任命，并于6月5日在克利夫兰联邦大楼宣誓就职。
1956年7月14日，美国国会将美国海关法院升格为《憲法》第三条法庭（Article III tribunal），其司法权限和程序未作更改。 1970年的《海关法院法》对法院的程序进行了部分修改；1980年，《海关法院法》进一步扩展了法院的司法管辖权及补救权能，并将其更名为美国国际贸易法院。
2025年5月28日，美国国际贸易法院由三名法官组成的小组裁定，时任总统唐纳德·特朗普援引《国际紧急经济权力法》以实施其解放日关税贸易政策大幅加征关税的做法超越了总统的法定权限。法院认为，该法并未授权总统征收如此广泛的进口关税。同时，法院也驳回了特朗普政府此前以应对毒品走私及非法移民为由对中国、墨西哥和加拿大加征的另一组关税，认为这些措施同样超越了行政权力。

## 外部連結
- 官方网站（英文）